# Kanhchriech (comuna)
Kanhchriech es una comuna (khum) del distrito de Kanhchriech, en la provincia de Prey Veng, Camboya. En marzo de 2008 tenía una población estimada de 5763 habitantes.
Se encuentra ubicada al sur del país, a escasa distancia de los ríos Mekong y Bassac, y de la frontera con Vietnam.